# Givet
 Givet  es una población y comuna francesa, en la región de Gran Este, departamento de Ardenas, en el distrito de Charleville-Mézières y cantón de Givet. Da nombre al corredor geográfico conocido como la punta de Givet.

## Historia
La población perteneció al Principado Obispado de Lieja, hasta 1555 cuando es cedida a los Países Bajos Habsburgo. Construyéndose un fuerte para proteger la frontera con Francia y controlar el valle del Mosa. En 1680 la ciudad sería cedida a los franceses, mediante los Tratados de Nimega.
Durante la guerra de la Séptima Coalición, fue la última fortaleza francesa en rendirse, el 17 de diciembre de 1815.

## Demografía
| 7444 | 7865 | 7804 | 7587 | 7775 | 7372 |
| Para los censos de 1962 a 1999 la población legal corresponde a la población sin duplicidades (Fuente: INSEE [Consultar]) |      |      |      |      |      |